# ديفيد روبرتس (كاتب)
ديفيد روبرتس (بالإنجليزية: David Roberts)‏ هو متسلق الجبال وكاتب أمريكي، ولد في 29 مايو 1943.